# Jeffrey M'Tima
Jeffrey M'Tima, né le 16 juillet 1991 à Schiltigheim en Alsace, est un joueur français de handball. Il mesure 1,78 m et pèse 75 kg. Il évolue au poste d'ailier gauche depuis 2019 au Saint-Marcel Vernon

## Biographie
Né à Schiltigheim d'un papa handballeur professionnel à Strasbourg (Christian) et d'une maman, Guylaine, également joueuse, il baigne dès son plus jeune âge dans le handball. Mais c'est à La Réunion, d'où la famille est originaire, qu'il débute à l'âge de 5 ans à Lasours, un club de Saint-Denis.
Évoluant d'abord au poste de demi-centre puis à celui d'arrière et d'ailier gauche, il est régulièrement convoqué dans la sélection de l'île, puis dans les sélections de jeunes de l'équipe de France. Repéré par Maxime Spincer, il quitte la Réunion à 16 ans pour rejoindre l'équipe espoirs du Paris Handball. 
Il intègre peu à peu le groupe professionnel d'Olivier Girault, l'ancien capitaine des Experts, puis signe en 2011 son premier contrat professionnel de deux ans.
Avec le Paris Handball, il a tout connu : la D2, puis la remontée en D1 en 2010. Lors de la saison 2011-2012, le club obtient son maintien dans les dernières secondes de la dernière journée du championnat. À l'intersaison 2012, le club est racheté par Qatar Investment Authority comme au football. Grâce à ce rachat, de nombreuses stars arrivent comme Samuel Honrubia qui joue au même poste que M'Tima ou encore le Danois Mikkel Hansen. Dès la première saison sous l'ère qatari, Paris est champion de France. 
Après avoir prolongé son contrat de 3 ans (jusqu'en juin 2016), il est, lors de la saison 2013-2014, l'un des quatre seuls rescapés avec Patrice Annonay, Ibrahima Diaw et Zacharia N'Diaye de l'équipe qui a frôlé la relégation en 2012. Il remporte à l’issue de cette saison sa première Coupe de France.
Au cours de la saison 2014-2015, il augmente nettement son temps de jeu au détriment de Samuel Honrubia et est même l’homme du match lors de la victoire en Coupe de France avec 11 buts en 13 tentatives en finale.

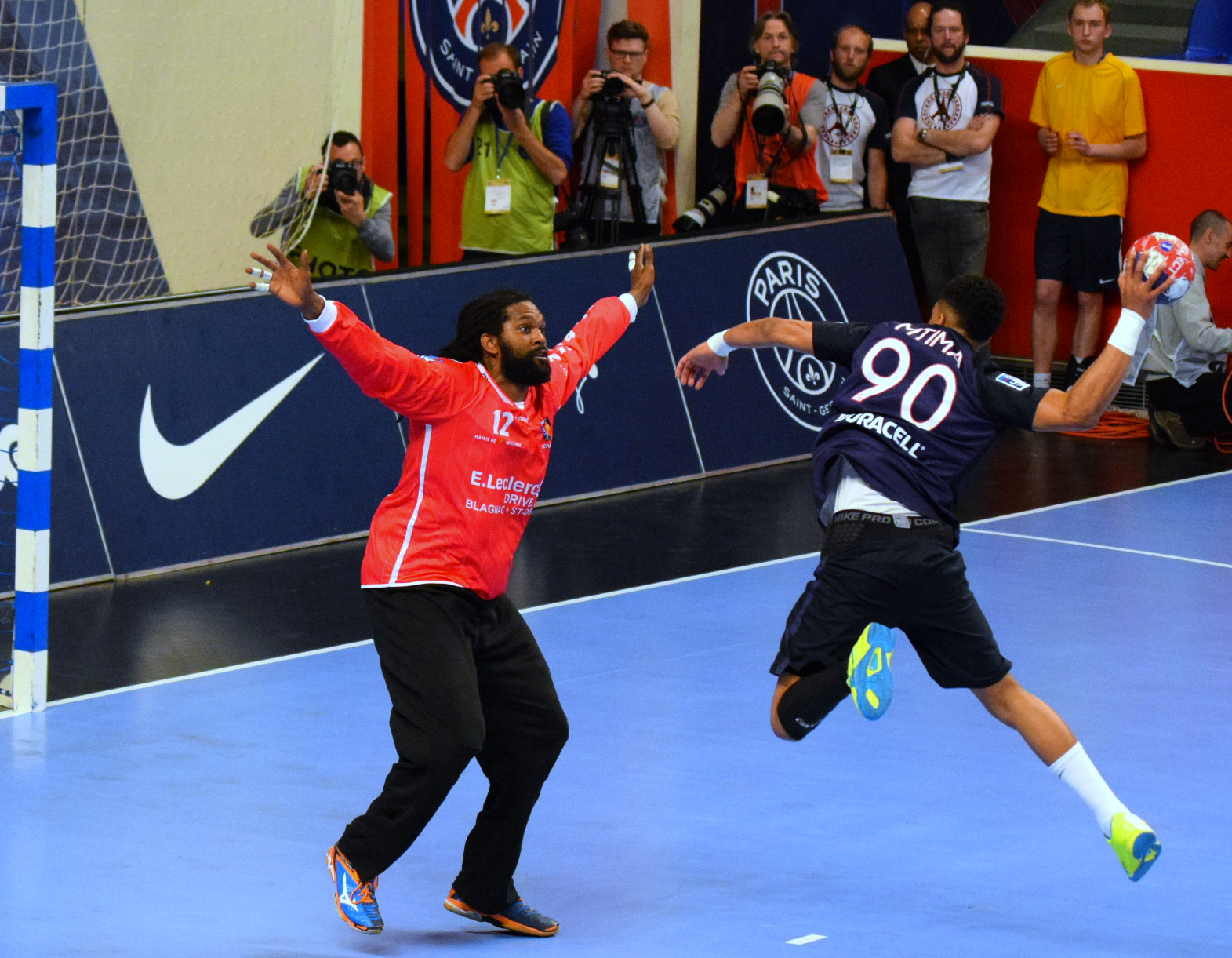
Au tir face à Wesley Pardin en avril 2016.

En 2016, son contrat est à nouveau prolongé jusqu'en juin 2018 pour être la doublure de la recrue allemande, Uwe Gensheimer.
Finalement, il ne reste qu'une saison à Paris et rejoint en 2017 le Dunkerque HGL. Mais il n'est pas épargné par les blessures et ne joue finalement que 16 matchs et inscrit 10 buts. Il n'apparait alors plus dans l'effectif dunkerquois pour la saison 2018-2019 et se retrouve sans club.
Sa pubalgie soignée, il signe en 2019 au Saint-Marcel Vernon en Nationale 1.

## Palmarès
- Championnat de France de D2 (1) : 2009
- Championnat de France (4) : 2013, 2015, 2016, 2017
- Coupe de France (2) : 2014, 2015
- Coupe de la Ligue (1) : 2017
- Trophée des champions (3) : 2014, 2015, 2016